# امبت دیویتس
امبت دیویتس (انگلیسی: Embeth Davidtz؛ زادهٔ ۱۱ اوت ۱۹۶۵) یک هنرپیشه اهل ایالات متحده آمریکا است. وی از سال ۱۹۸۹ میلادی تاکنون مشغول فعالیت بوده‌است.
از فیلم‌ها یا برنامه‌های تلویزیونی که وی در آن نقش داشته‌است می‌توان به شکست، مرد عنکبوتی شگفت‌انگیز، ارتش تاریکی، دختری با خالکوبی اژدها، فهرست شیندلر، جون‌باگ، خاطرات بریجت جونز اشاره کرد.

## فیلم‌شناسی
فهرست برخی از فیلم‌هایی که امبت دیویتس در آنها به ایفای نقش پرداخته‌است:
- شکست
- مرد عنکبوتی شگفت‌انگیز
- ارتش تاریکی
- دختری با خالکوبی اژدها
- فهرست شیندلر
- خاطرات بریجت جونز
- جون‌باگ
- جشن تولد دویست سالگی
- متیلدا
- سیزده روح
- مرد نان‌زنجبیلی